# Neptosternus sumatrensis
Neptosternus sumatrensis är en skalbaggsart som beskrevs av Régimbart 1895. Neptosternus sumatrensis ingår i släktet Neptosternus och familjen dykare. Inga underarter finns listade i Catalogue of Life.